# Souvi
Ne doit pas être confondu avec Souve.
Souvi (ou Soufi, en arabe : الصوفي) est une commune rurale du sud de la Mauritanie, située dans le département de Ghabou de la région de Guidimakha.

## Géographie
La commune de Souvi est située au sud-est dans la région de Guidimakha et elle s'étend sur 517 km2.
Elle est délimitée au nord-est par la commune de Boully, au sud-est par la rivière Karakoro, qui fait la frontière avec le Mali, au sud par la commune de Baydam, à l’ouest par la commune de Sélibabi, au nord-ouest par la commune de Hassi Cheggar.

## Histoire
Souvi a été érigée en commune par l'ordonnance du 20 octobre 1987 instituant les communes de Mauritanie.

## Démographie
Lors du Recensement général de la population et de l'habitat (RGPH) de 2000, Souvi comptait 5 091 habitants.
Lors du RGPH de 2013, la commune en comptait 6 653, soit une croissance annuelle de 2,2 % sur 13 ans.

## Administration
La commune était anciennement située dans le département de Sélibabi mais fait partie depuis 2018 de celui de Ghabou, dont Ghabou est le chef-lieu, à la suite d'un redécoupage administratif de la région.

## Économie
L'agriculture est au centre de l'économie de Souvi, comme quasiment toutes les communes de la région. Mais cette économie est fragile car elle rencontre des obstacles à son développement, notamment les conditions climatiques ou le manque de moyens des agriculteurs. Pour faire face à ces obstacles, l'état ou différentes ONG financent des projets qui améliorent les conditions de vie des habitants.